# Обыкновенная чечевица
Обыкновенная чечевица, или просто чечевица (лат. Carpodacus erythrinus) — птица семейства вьюрковых.

## Внешний вид
Размером с воробья. У взрослого самца спина, крылья и хвост красновато-бурые, голова и грудь ярко-красные, брюшко (а у птиц из восточной части ареала — нередко и грудь) белое с розовым оттенком. Самки и молодые птицы буровато-серые, брюшко светлее спины.

## Распространение
Гнездится в лесной зоне Евразии. Зимовки находятся в Южной и Юго-Восточной Азии.

## Образ жизни

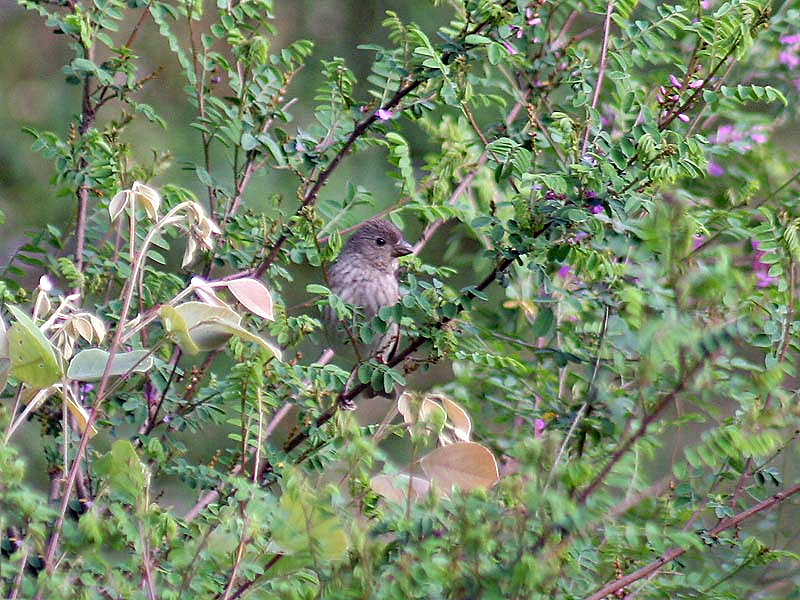
Самка

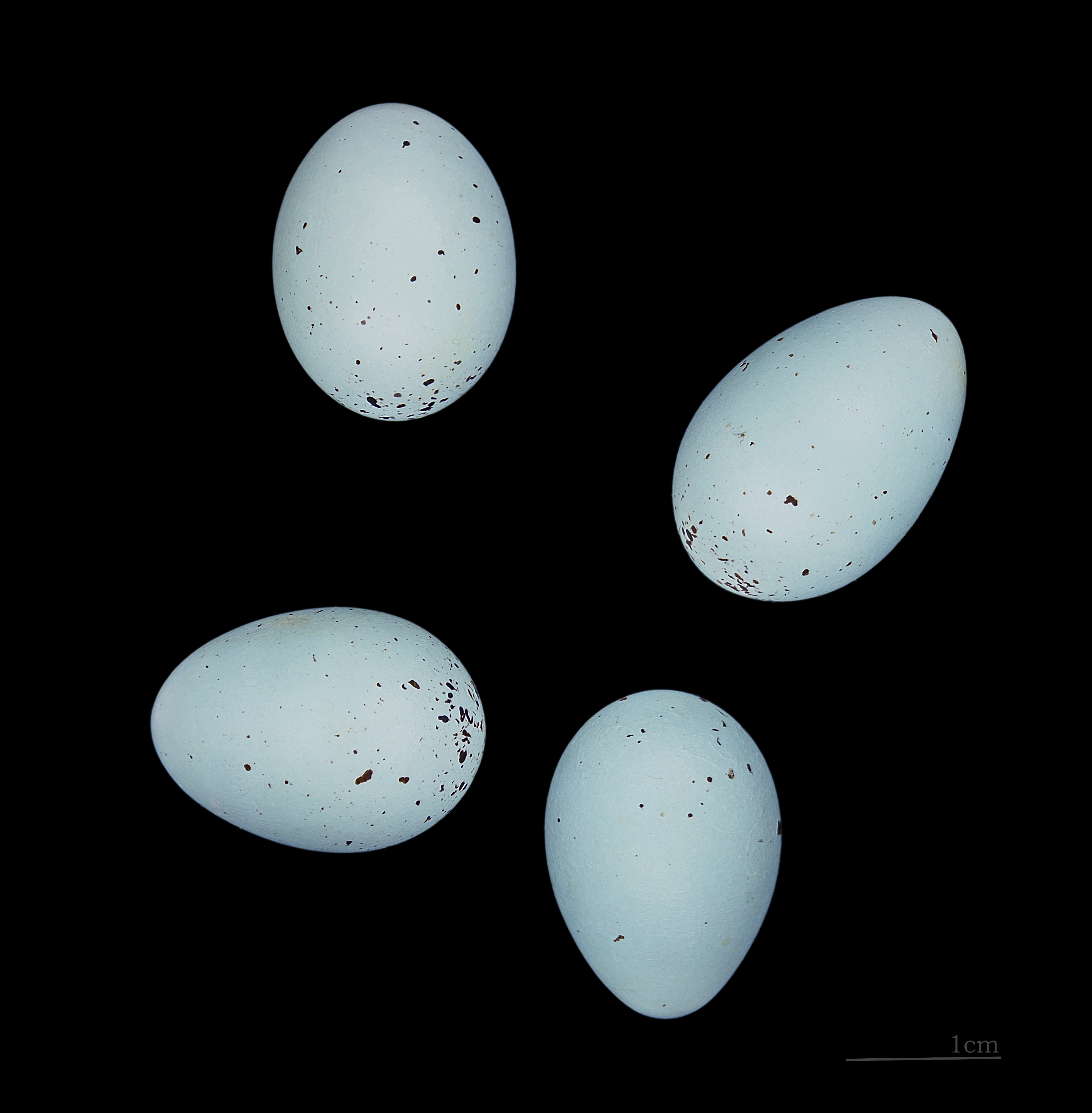
Carpodacus erythrinus

Населяет открытые пространства с зарослями кустарников, опушки лесов, поймы рек. Предпочитает места с густыми кустарниковыми зарослями. На глаза попадается редко, так как прячется в густой листве, хотя часто выдает своё присутствие мелодичным свистом, легко передаваемым фразой «Витю видел?». Питается семенами травянистых растений, ягодами, реже насекомыми. Гнездо строит на кустах, на высоте 2—2,5 м. Оно чашеобразное, довольно плотное. В кладке 3—6 зеленоватых с буроватыми пестринами яиц. Насиживает их только самка. Самец кормит её, а также и птенцов, так как самка остаётся с ними первую неделю после вылупления. Как правило, у чечевиц одна кладка за сезон. Это связано с тем, что чечевицы рано улетают на зимовку — в середине августа. Происходит это потому, что чечевицы из европейской части летят сначала на восток и только долетев до Сибири, сворачивают на юг. По этой же причине и прилетают они довольно поздно — в мае. Послегнездовая линька у чечевиц происходит на местах зимовок.